# Issaniella mograbin
Issaniella mograbin är en kvalsterart som beskrevs av Grandjean 1962. Issaniella mograbin ingår i släktet Issaniella och familjen Hermanniellidae.

## Underarter
Arten delas in i följande underarter:
- I. m. mograbin
- I. m. hauseri